# Undibacterium
Undibacterium es un género de bacterias gramnegativas de la familia Oxalobacteraceae. Fue descrito en el año 2007. Su etimología hace referencia a bacteria del agua. Son bacterias aerobias y en su mayoría móviles por flagelo polar. La mayoría de especies se han aislado de agua dulce, aunque también de peces y de suelos.

## Taxonomía
Actualmente hay 25 especies descritas:
- Undibacterium amnicola
- Undibacterium aquatile
- Undibacterium arcticum
- Undibacterium baiyunense
- Undibacterium crateris
- Undibacterium curvum
- Undibacterium danionis
- Undibacterium fentianense
- Undibacterium flavidum
- Undibacterium griseum
- Undibacterium hunanense
- Undibacterium jejuense
- Undibacterium luofuense
- Undibacterium macrobrachii
- Undibacterium nitidum
- Undibacterium oligocarboniphilum
- Undibacterium parvum
- Undibacterium pigrum
- Undibacterium piscinae
- Undibacterium rivi
- Undibacterium rugosum
- Undibacterium seohonense
- Undibacterium squillarum
- Undibacterium terreum
- Undibacterium umbellatum